# Chrysophila auriscutalis
Chrysophila auriscutalis är en fjärilsart som beskrevs av Jacob Hübner 1825. Chrysophila auriscutalis ingår i släktet Chrysophila och familjen mott. Inga underarter finns listade i Catalogue of Life.